# كلية دیارام جيته للعلوم
كلية دیارام جيته السندية الحكومية للعلوم، (بالأردوية: دیارام جیٹھ مل گورنمنٹ سائنس کالج)‏ المعروفة باسم كلية دیارام جيته للعلوم، هي كلية مجتمع عامة تابعة لجامعة كراتشي، وتقع بالقرب من طريق بيرنز في كراتشي في إقليم السند في باكستان.

## الأقسام
تضم الكلية الأقسام التالية:
- الكيمياء الحيوية
- علم النبات
- الكيمياء
- علوم الحاسوم
- اللغة الإنجليزية
- الجيولوجيا[2]
- الدراسات الإسلامية
- الرياضيات
- علم الأحياء المجهري
- الدراسات الباكستانية
- التربية البدنية والرياضة
- الفيزياء
- اللغة السندية
- الإحصاء
- اللغة الأردية
- علم الحيوان

## أبرز الخريجين
- سيد مراد علي شاه (رئيس وزراء السند، باكستان)
- عبد القدير خان[3] (عالم نووي ورئيس برنامج الأسلحة النووية الباكستاني)
- أشرف حبيب الله (الرئيس والمدير التنفيذي لشركة Computer and Structures Inc.)
- ضياء الرحمن [4] (رئيس بنغلاديش السابق)
- شهيد علي خان (لاعب الهوكي)